# Jüdischer Friedhof Köln-Mülheim

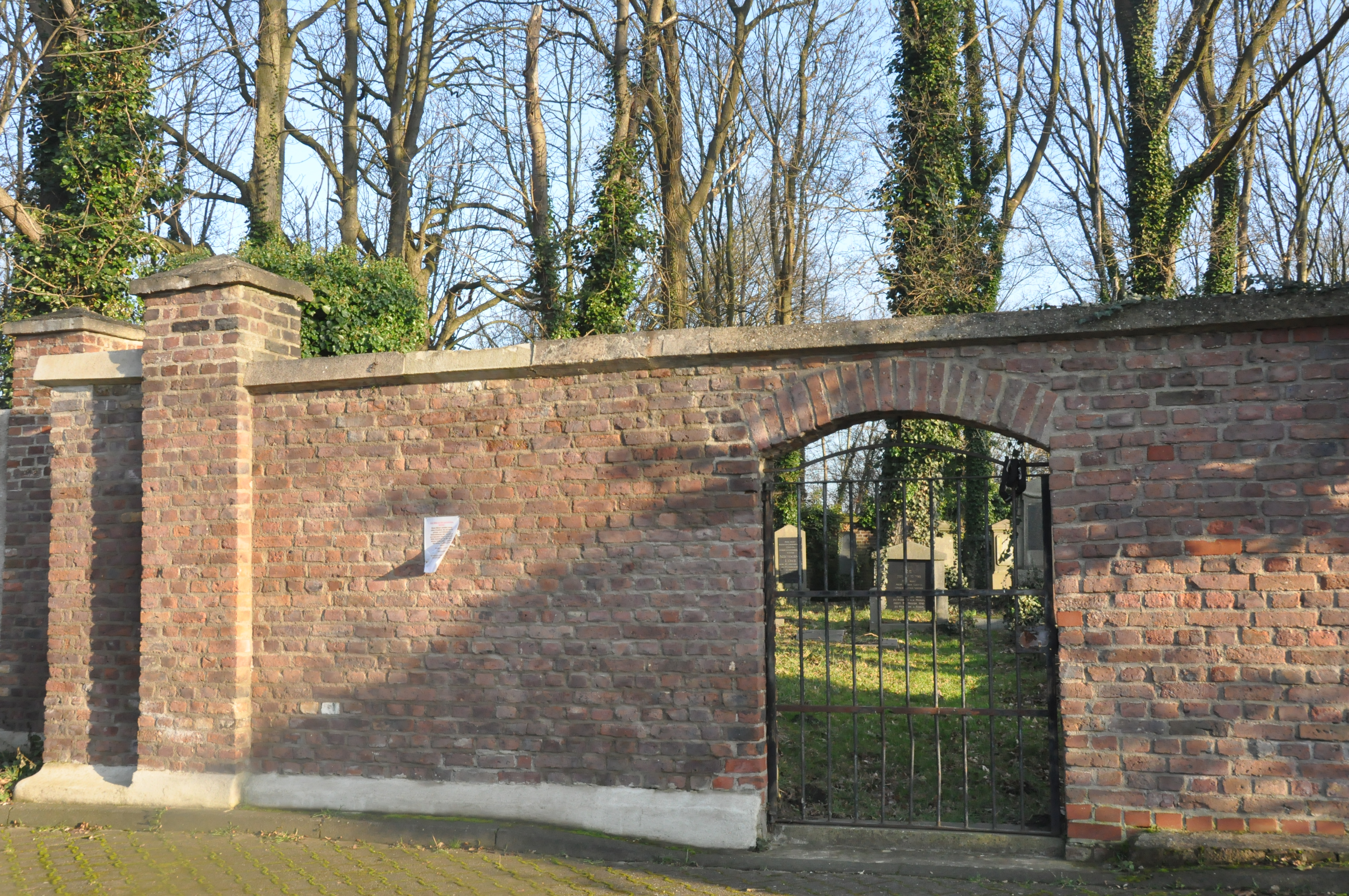
Eingang zum Jüdischen Friedhof in Köln-Mülheim (2025)

Der Jüdische Friedhof Köln-Mülheim ist ein jüdischer Friedhof in der ehemaligen Stadt Mülheim am Rhein, die seit 1914 ein Stadtteil von Köln ist.

## Geschichte

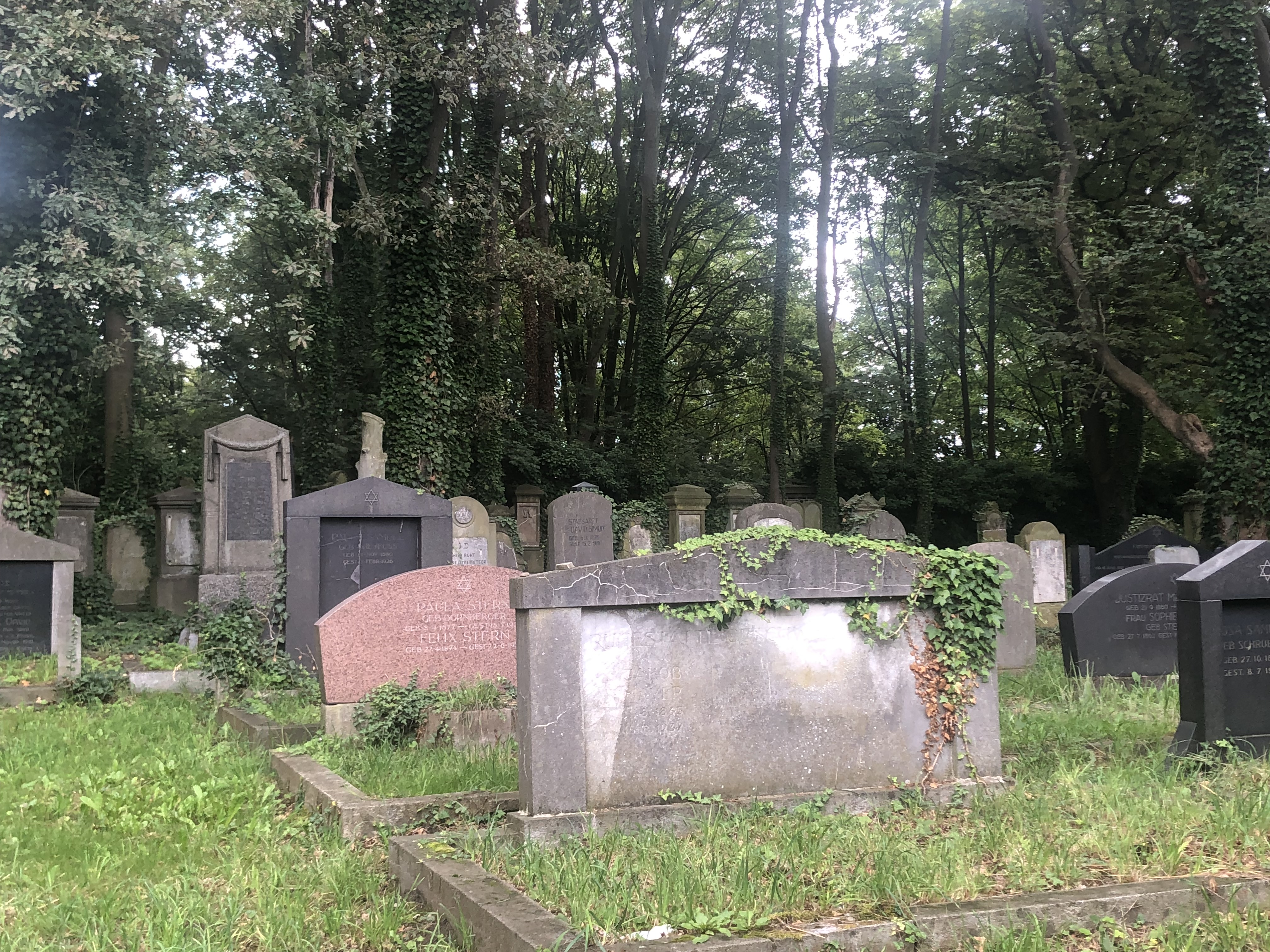
Grabsteine

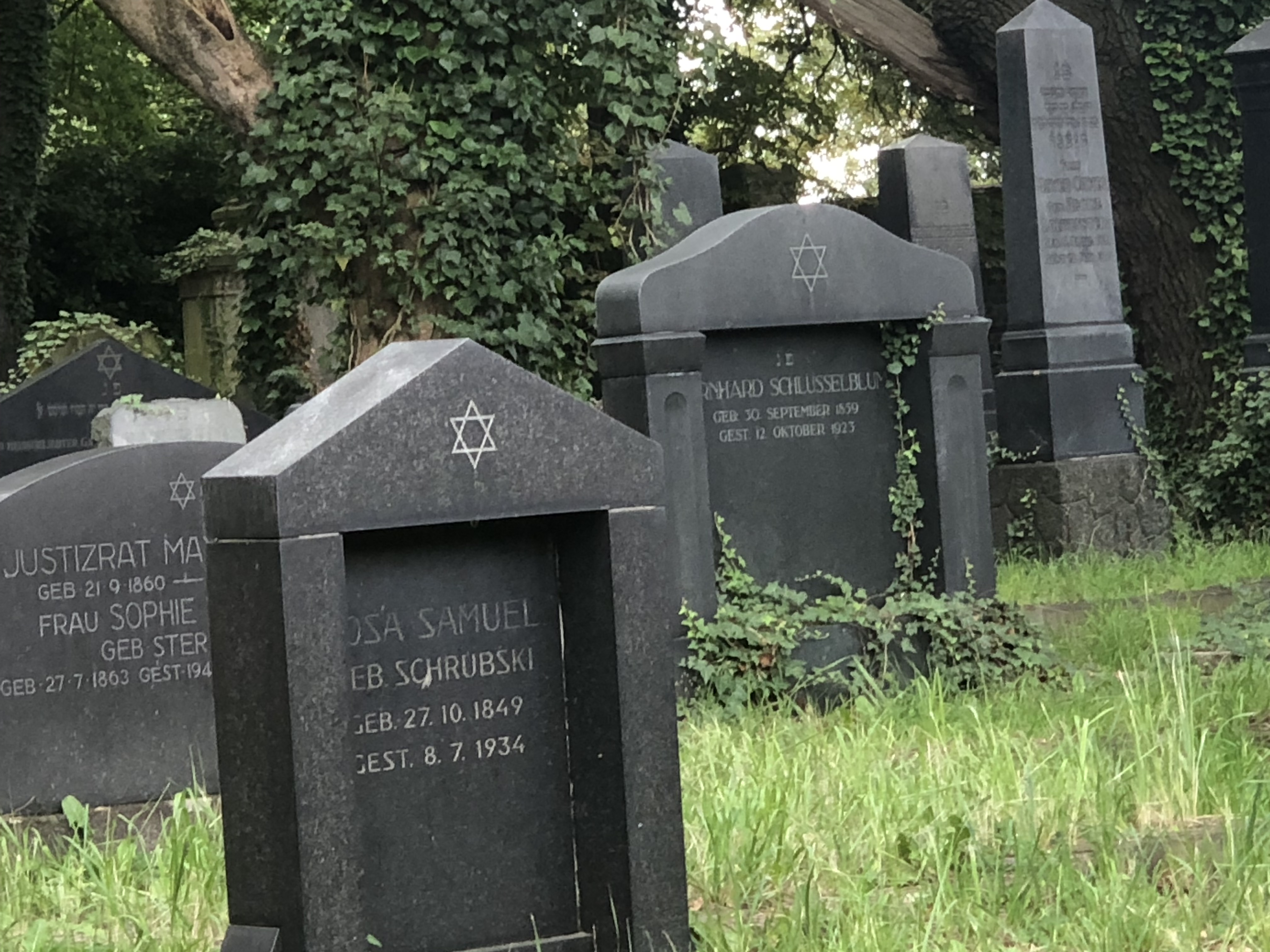
Grabsteine

Der 1774 angelegte jüdische Friedhof in Köln-Mülheim besteht bis heute. Er liegt westlich des Neurather Rings an den Bahngleisen der Trasse von Köln-Mülheim nach Leverkusen-Opladen. Auf einer Fläche von 1741 m² sind noch ca. 160 Grabsteine erhalten. Die letzte Beerdigung (Helene Speier-Holstein) fand im April 1942 statt.
Seit 1864 umfasste die kleine Mülheimer jüdische Gemeinde auch die Bürgermeistereien Merheim, Bergisch Gladbach, Bensberg, Odenthal und Overath. 1929 erfolgte ihre Aufnahme in die Synagogengemeinde Köln. Die Größe der Mülheimer Gemeinde belief sich 1885 auf 174 und 1930 auf etwa 200 Mitglieder. Nachdem die alte Mülheimer Synagoge 1784 durch Eisgang des Rheins zerstört worden war, konnte 1788 ein Neubau geweiht werden. In der Reichspogromnacht 1938 zerstört, wurden ihre Ruinen 1956 abgetragen.